# Фиберскоп
Фиберскоп је микроскоп са којим се може посматрати иза угла. Ово достигнуће произашло је из успеха у прављењу стаклених влакана неколико пута тањих од човекове власи.
Основни проблем у производњи оваквих микроскопа је израда огледала у облику сaвитљиве врпце, са сопственим извором светлости. Обмотавањем стакла одређеног индекса прeлaмaњa око стаклене шипке са другим индексом преламања може се постићи да закон тоталне унутрашње рефлексије буде задовољен - односно да светлост пролази напред и назад дуж влакана без губитака. Тиме се добија могућност да се из спољне средине загледа унутра, без обзира колико је дугачка и кривудава путања.
Највеће тешкоће се јављају у изради стаклених влакана, која се морају направити тако танким да снопови које они сачињавају могу бити провучени кроз уске пролазе у телу, на пример, кроз канал игле завучене под кожу или кроз непропусне склопове при прегледу машина у раду, као, на пример, код нуклеарних реактора.
Већ 1965. године су добијена влакна пречника 25 микрона (1 микрон = 0,001 mm), а онда и 15 микрона. Освајање поступка за стерилизацију стаклених влакана отворило је бескрајне могућности примене на подручју медицине. Бронхоскопи и интроскопи за испитивање желуца представљају обично снопове влакана дебљине 7 микрона.